# Tafertshofen (Kettershausen)
Tafertshofen ist ein Gemeindeteil von Kettershausen, einer Gemeinde im Landkreis Unterallgäu im bayerischen Regierungsbezirk Schwaben.
Das Pfarrdorf mit dem Dorf Flüssen und der Einöde Gangwalden liegt nördlich des Hauptortes Kettershausen. Die drei Orte bildeten die Gemeinde Tafertshofen, die am 1. Januar 1972 im Zuge der Gebietsreform in Bayern in die Gemeinde Kettershausen eingegliedert wurde. Nördlich des Ortes verläuft die Staatsstraße 2018, östlich fließt die Günz, südlich erstreckt sich das rund 44 ha große Naturschutzgebiet Kettershausener Ried.

## Bauwerke

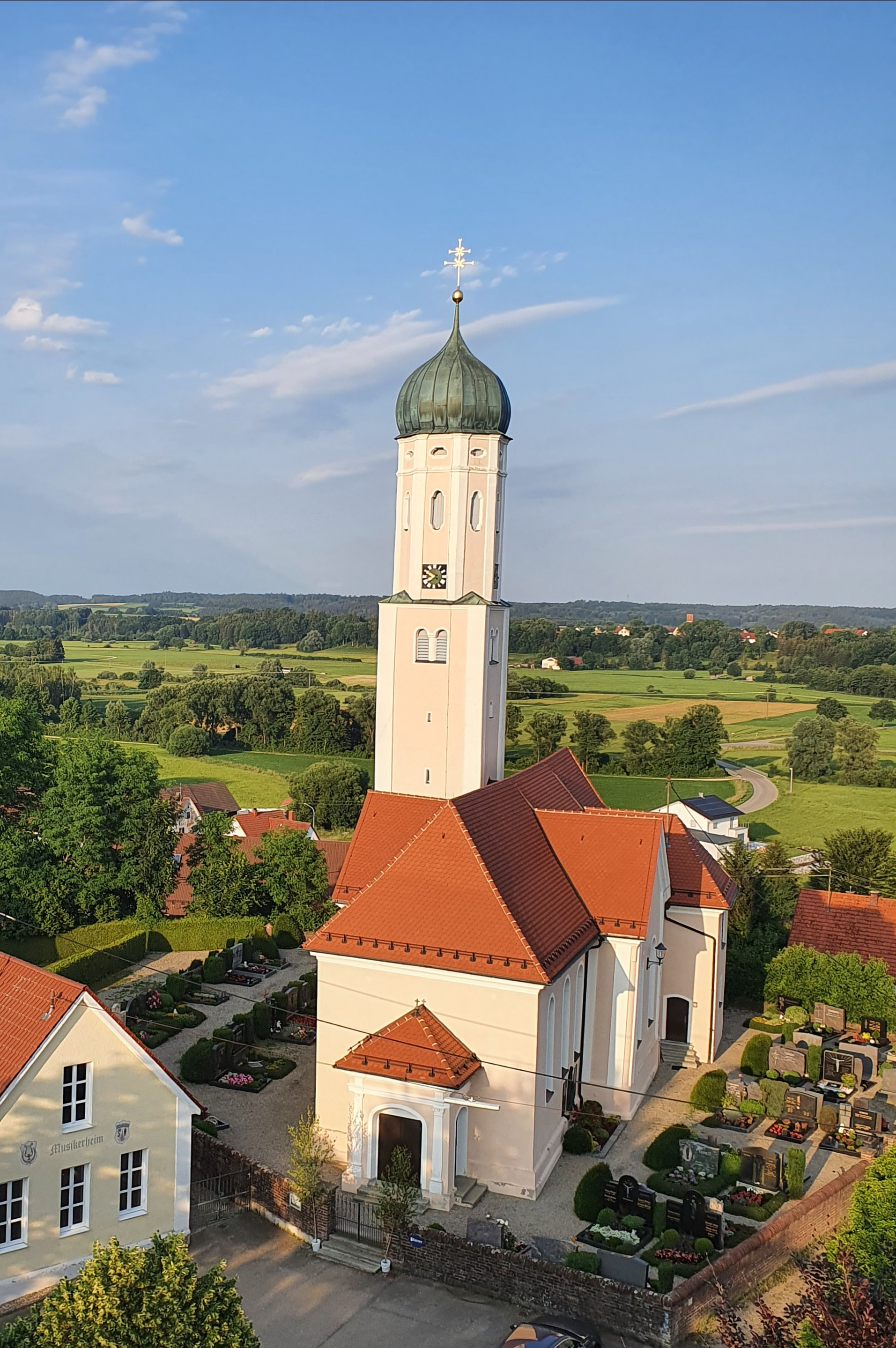
Katholische Pfarrkirche St. Vitus in Tafertshofen

In der Liste der Baudenkmäler in Kettershausen sind für Tafertshofen zwei Baudenkmale aufgeführt:
- Die katholische Pfarrkirche St. Vitus ist ein pilastergegliederter Saalbau mit eingezogenem Chor unter einer korbbogigen Flachtonne. Der nördliche Turm trägt eine Zwiebelhaube. Turm und Chor sind im Kern spätgotisch. Das Langhaus mit querschiffartigen Seitenkapellen stammt im Wesentlichen aus dem Jahr 1772.
- Das zwischen 1720 und 1736 erbaute ehemalige Pfarrhaus (Am Kirchberg 16) ist ein zweigeschossiger Walmdachbau mit Lisenengliederung.